# Galeichthys ater
Galeichthys ater är en fiskart som beskrevs av Castelnau, 1861. Galeichthys ater ingår i släktet Galeichthys och familjen Ariidae. Inga underarter finns listade i Catalogue of Life.